# Видигулфо
Видигу̀лфо (на италиански: Vidigulfo, на местен диалект: Vidigülf, Видигюлф) е градче и община в Северна Италия, провинция Павия, регион Ломбардия. Разположено е на 88 m надморска височина. Населението на общината е 6246 души (към 2010 г.).